# Cantone di Saint-Jean-de-Braye
Il Cantone di Saint-Jean-de-Braye è una divisione amministrativa dell'arrondissement di Orléans.
A seguito della riforma approvata con decreto del 25 febbraio 2014, che ha avuto attuazione dopo le elezioni dipartimentali del 2015, è passato da 2 a 7 comuni.

## Composizione
I 2 comuni facenti parte prima della riforma del 2014 erano:
- Saint-Jean-de-Braye
- Semoy

Dal 2015 i comuni appartenenti al cantone sono i seguenti 7:
- Boigny-sur-Bionne
- Bou
- Chécy
- Combleux
- Mardié
- Saint-Jean-de-Braye
- Semoy